# Get Yourself a College Girl
Get Yourself a College Girl è un film commedia della Metro-Goldwyn-Mayer del 1964 del tipo beach party. La trama riguarda uno studente di un college che cerca di trovare il tempo per scrivere canzoni e trattare con la sua editrice. Filmato alla Sun Valley di Los Angeles, California, USA.
Il critico Mel Neuhaus di Turner Classic Movies ne dice: "Un curioso ibrido del 1964 di un film musicale per giovani con toni pre-femministi e una parodia del moralismo anti-rock." È famoso per la presenza di Astrud Gilberto, la cantante brasiliana che canta il successo internazionale "The Girl from Ipanema", interpretando se stessa nel film, e anche per la presenza di importanti gruppi e artisti rock e jazz dell'epoca.

## Colonna sonora
- Get Yourself A College Girl, di Sidney Miller e Fred Karger
- The Swingin' Set, di Donnie Brooks, Sidney Miller e Fred Karger
- The Swim di Donnie Brooks, Sidney Miller e Fred Karger, eseguito da The Standells
- Bony Moronie, di Larry Williams, eseguito da The Standells
- The Girl From Ipanema, di Vinícius de Moraes, Norman Gimbel e Antônio Carlos Jobim, eseguito da Astrud Gilberto
- Around and Around, di Chuck Berry, eseguito da The Animals
- Comin' Home Johnny, di Sidney Miller e Fred Karger
- The Sermon, di Donnie Brooks, Sidney Miller e Fred Karger
- Blue Feeling, di Marion Motter